# Константин Павлов (революционер)
 Тази статия е за революционера.  За поета вижте Константин Павлов.  
Константин (Коста) Павлов Павлов е български лекар, участник в църковната борба и националреволюционер.

## Биография
Константин Павлов е роден в гр. Ловеч. Семейството е на ловчанския свещеник Павел Павлов. Брат е на Михаил Павлов. Учи в гимназия в Киев, Русия (1849-1853) и философския отдел на Белградския лицей. Издържа се със стипендия на Ловчанската община. Следва медицина в Прага и Виена, подпомаган от Петър Берон, Хаджи Бакалоглу, Михаил Павлов и др. През 1861 г. се дипломира и работи като лекар в Ловеч и Свищов (1861-1870).
Участва в националреволюционните борби. Бори се за независима Българска църква. Заместник е на д-р Стоян Чомаков в Цариградския църковен събор (1862). Член е на Свищовския частен революционен комитет.